# Volksbühne am Rosa-Luxemburg-Platz

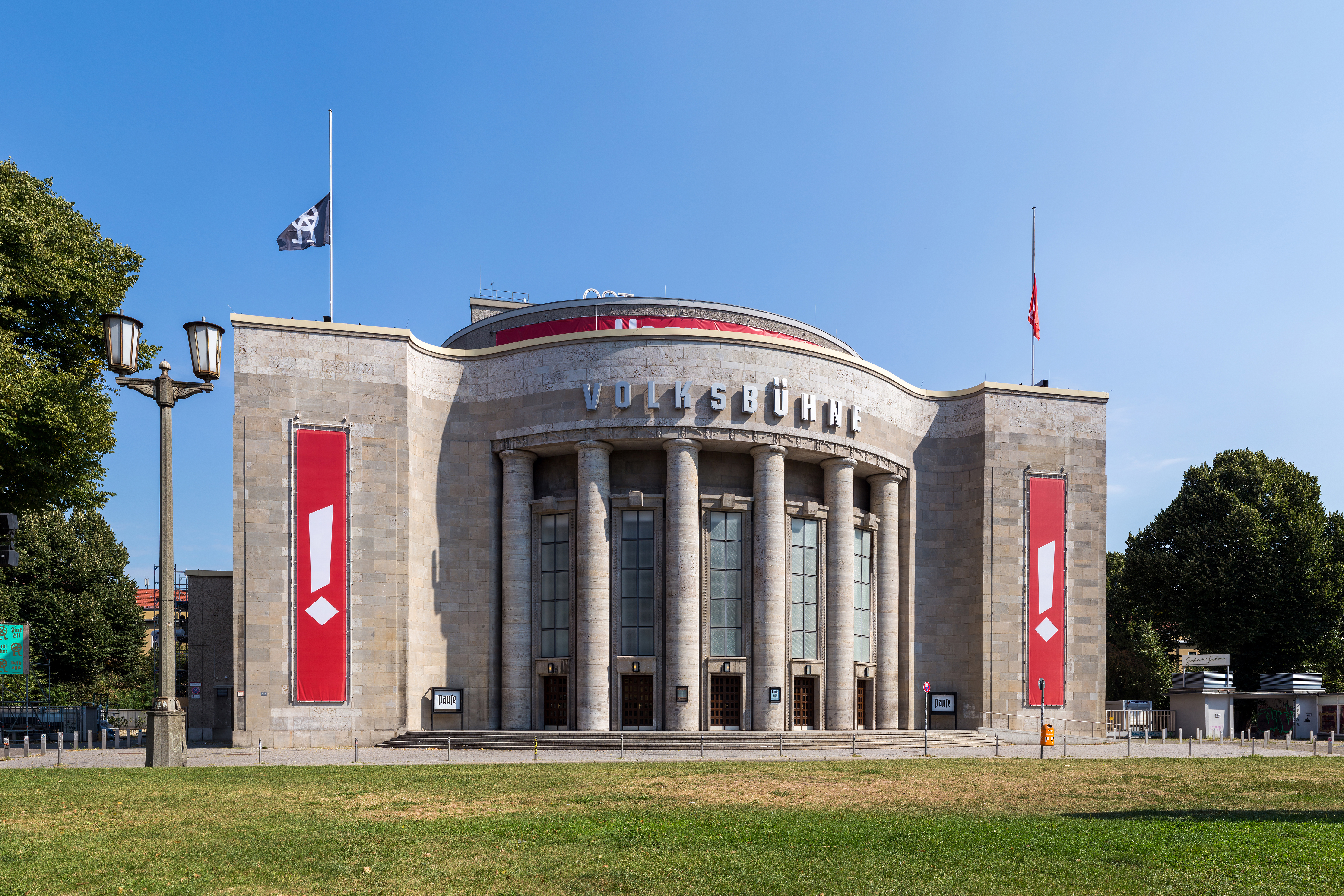
Volksbühne am Rosa-Luxemburg-Platz (Sommer 2015)

Die Volksbühne am Rosa-Luxemburg-Platz ist ein Theater in Berlin-Mitte. Die Bühne entstand 1890 während einer Gründungsversammlung des Vereins Freie Volksbühne. Das heutige Theater befindet sich am Rosa-Luxemburg-Platz im Ortsteil Mitte, es wurde 1913–1914 aus Spenden der Mitglieder errichtet und bestand bis zum 17. Mai 1933 unter dem Namen Volksbühne Theater am Bülowplatz. Nach dem Krieg war das Gebäude schwer beschädigt und wurde erst 1954 wieder eröffnet.
Nach dem Mauerfall übernahm es Frank Castorf als Intendant, seine Amtszeit endete 2017. Sein Nachfolger Chris Dercon trat im April 2018 zurück, danach wurde das Haus interimistisch von Klaus Dörr geleitet. Von 2018 bis 2021 wurde sie offiziell Volksbühne Berlin genannt. Seit der Intendanz von René Pollesch ab der Spielzeit 2021/22 trägt sie wieder den vorherigen Namen. Der ursprüngliche Zuschauerraum hatte drei Ränge mit 1968 Plätzen. In den 1960er Jahren wurde ihre Zahl auf die heutigen 800 Plätze verringert.

## Geschichte

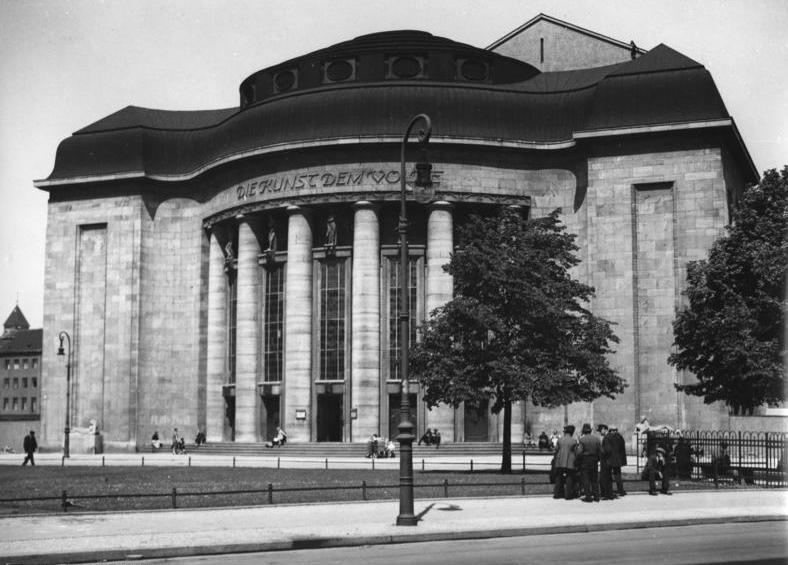
Das Gebäude in seiner ursprünglichen Fassung vor der Zerstörung im Krieg (Foto von 1930)

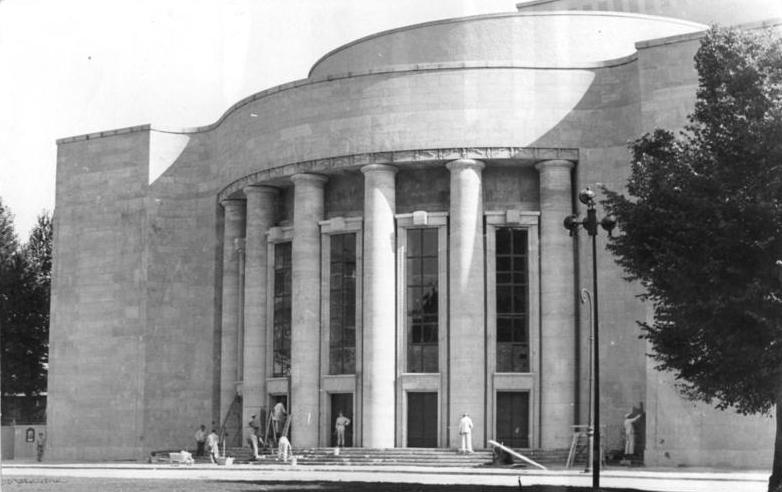
Die Volksbühne während des Wiederaufbaus (August 1951)

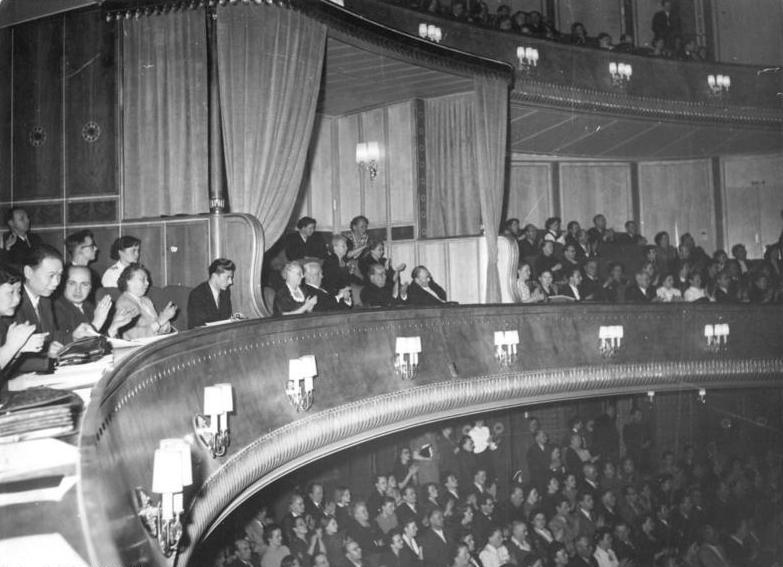
Eröffnung 1954 mit Wilhelm Pieck

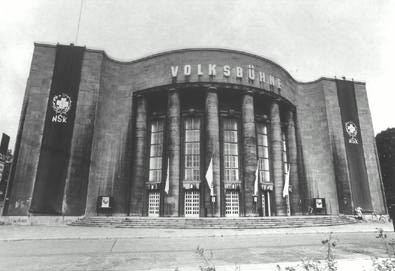
Volksbühne Berlin als „NSK-Staat Berlin“

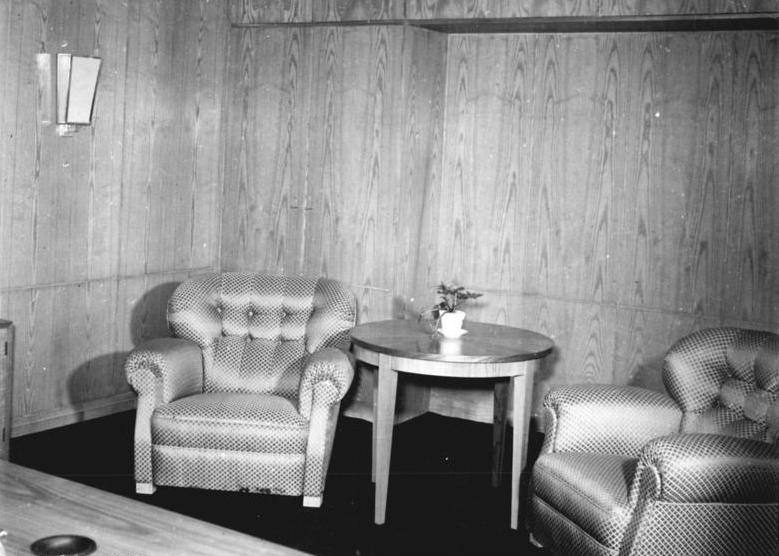
Intendantenzimmer

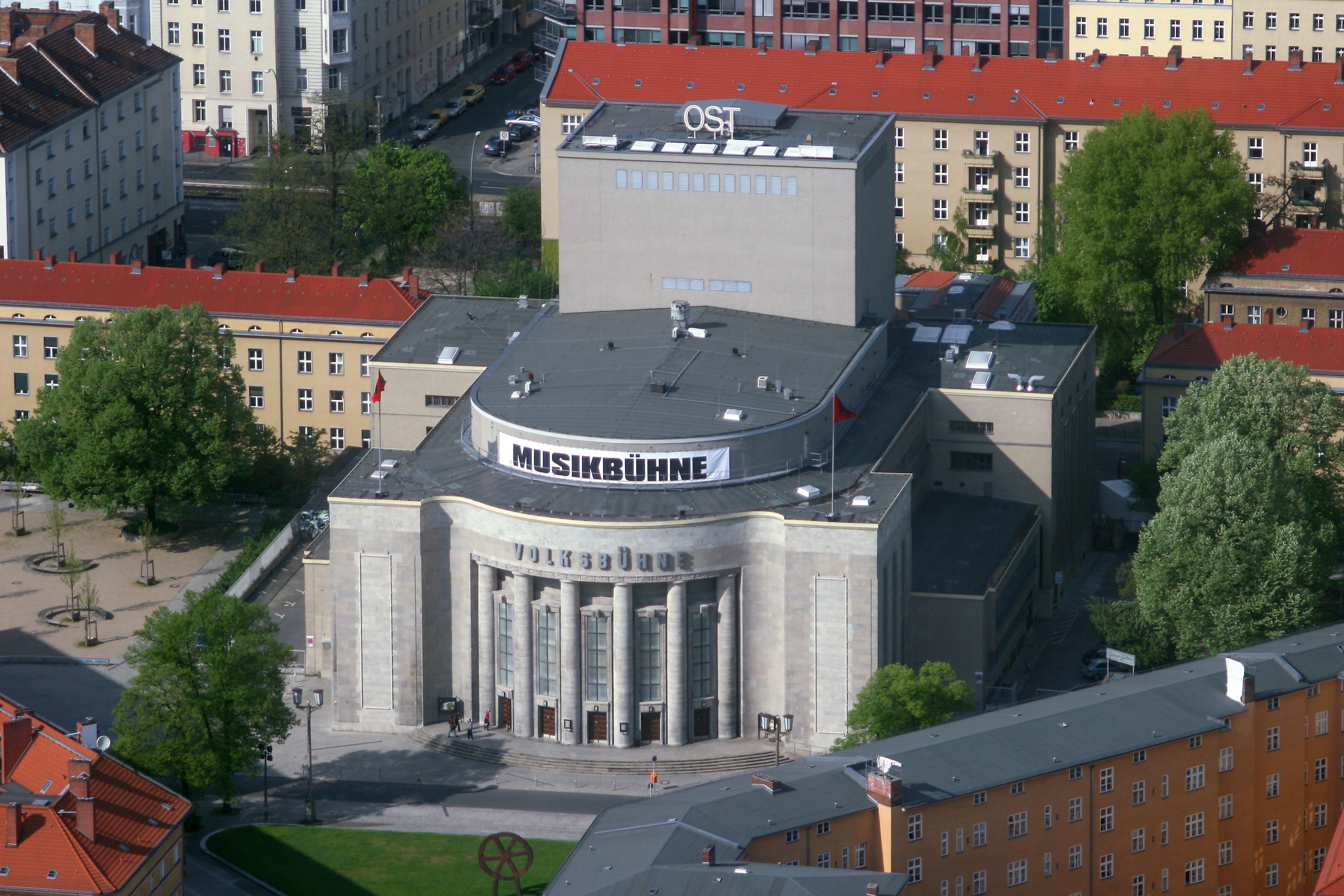
Volksbühne vom Berliner Fernsehturm aus gesehen

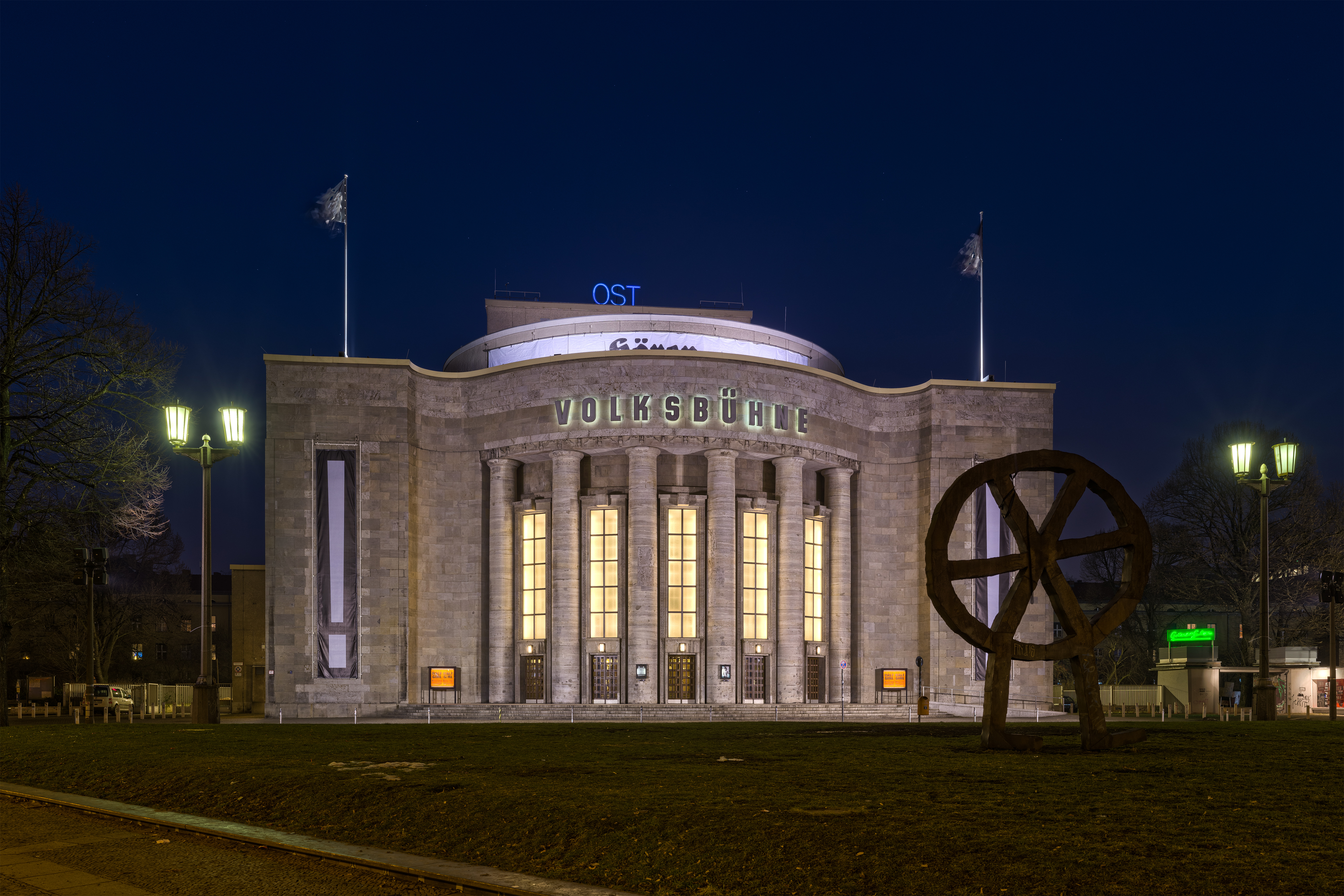
Die Volksbühne im Januar 2017

Von dem Verein Freie Volksbühne spaltete sich 1892 vorübergehend die Neue Freie Volksbühne ab, die durch den starken Zuwachs ab 1902 genug Mittel erhielt, sich auch ein eigenes Gebäude zu errichten.
Später wurde ein gemeinsames Haus der wiedervereinten Freien Volksbühne und der Neuen Freien Volksbühne erbaut. Durch Spenden der Mitglieder, sogenannte „Arbeitergroschen“, konnten beträchtliche Summen aufgewendet werden, um mit dem Bau eines Theaters zu beginnen. Von 1913 bis 1914 wurde es nach Plänen des Architekten Oskar Kaufmann im Scheunenviertel am damaligen Bülowplatz unweit des 1891 abgerissenen Victoria-Theaters errichtet. Als erstes Theater Berlins präsentierte es sich im Stil der Moderne und war für etwa 2000 Personen ausgelegt. Die Eröffnung erfolgte am 30. Dezember 1914.
Der zweite Intendant der Volksbühne am Bülowplatz, der heute Rosa-Luxemburg-Platz heißt, war von 1915 bis 1918 Max Reinhardt. Sein Nach-Nachfolger Fritz Holl engagierte den Theaterreformer Erwin Piscator, der mit seinen Arbeiten als Oberspielleiter der Volksbühne von 1924 bis 1927 zum Begründer des politischen Theaters wurde. So setzte Piscator Satireabende, Sprechchorwerke und politische Revuen im Auftrag der KPD in Szene, in denen er erstmals den Einsatz filmischer Mittel erprobte.
In der Zeit des Nationalsozialismus wurden zwei Spieleinrichtungen, das Theater am Horst-Wessel-Platz und das Theater in der Saarlandstraße unter dem Namen Volksbühne zusammengefasst.
Nach schweren Kriegszerstörungen und einer Zwischennutzung der Fläche vor dem Gebäude als Platz für die Berliner Trümmerbahn begann der Wiederaufbau des Hauses. Dazu wurde 1948 ein Wettbewerb organisiert, nach dem vorerst moderne Formen verwendet wurden, wie sie die seitlichen Anbauten dokumentieren. Bis zur Fertigstellung wurde zwischen 1947 und 1953 durch das Ensemble der Volksbühne, unter der Intendanz von Heinz Wolfgang Litten und Fritz Wisten, das Theater am Schiffbauerdamm und der Prater im Stadtbezirk Berlin-Prenzlauer Berg bespielt. Der Wiederaufbau von 1952 bis 1954 nach einem Entwurf von Hans Richter hatte zum Ziel, „[…] unter weitgehender Benutzung des alten Mauerbestandes ein neues Theater zu bauen.“ Die Wiederherstellung der Umfassungsmauern mit der monumental geschwungenen Hauptfront mit sechs Muschelkalksäulen verzichtete auf den bildkünstlerischen Schmuck von Franz Metzner, behielt aber die äußere Form bei. Anstelle der Kupferhaube und des Dachtambours wurden Flachdächer errichtet, somit erhielt das Bühnenhaus einen geraden Abschluss. Durch die Begradigung der elegant schwingenden Linien der Dachlandschaft erhielt der Baukörper eine wuchtigere stadträumliche Wirkung.
Die Volksbühne wurde am 21. April 1954 mit Schillers Wilhelm Tell in der Regie von Fritz Wisten wiedereröffnet. Bis zur erneuten Umbenennung im Jahre 1979 in den heutigen Namen hieß die Spielstätte Volksbühne am Luxemburgplatz gemäß dem von 1947 bis 1969 Luxemburgplatz genannten Platz im Scheunenviertel. Von 1974 bis 1977 prägte Benno Besson als Künstlerischer Oberleiter und Intendant das Erscheinungsbild der Volksbühne. Im Herbst 1989 beteiligten sich Schauspieler und Studenten der Volksbühne aktiv an den Massen-Protesten in der DDR, wie an der Berliner Großdemonstration am 4. November 1989, die zur friedlichen Revolution und zum Fall der Mauer führten.

### Intendanz Frank Castorf
Unter dem neunzehnten Intendanten Frank Castorf sorgte das Theater seit 1992 immer wieder für Schlagzeilen. Neben Castorf entwickelten hier Regisseure wie Christoph Marthaler, Christoph Schlingensief, Dimiter Gotscheff und René Pollesch einige ihrer Inszenierungen. Das Ensemble war berühmt für seine Schauspieler wie Henry Hübchen, Ralf Dittrich, Sophie Rois, Corinna Harfouch, Birgit Minichmayr, Kathrin Angerer, Astrid Meyerfeldt, Bernhard Schütz, Herbert Fritsch, Martin Wuttke, Alexander Scheer, Ursula Karusseit und Klaus Mertens, von denen die meisten die Bühne inzwischen wieder verlassen haben.
Seit 1992 nutzt die Volksbühne eine weitere Spielstätte im Altberliner Prater in der Kastanienallee im Stadtteil Prenzlauer Berg. Hier öffnet sich das Theater der Performance-Szene und gibt neben René Pollesch Gruppen wie Gob Squad, Forced Entertainment, She She Pop und SIGNA die Möglichkeit, ihre Arbeiten zu zeigen. Darüber hinaus existiert seit 1993 das Jugendtheater der Volksbühne P14.
1993 proklamierte der NSK-Staat der Neuen Slowenischen Kunst im Rahmen der Veranstaltung „NSK Staat Berlin“ vom 8. bis 10. Oktober 1993 das Gebäude der Volksbühne mit zwei Konzerten von Laibach temporär als „Staatsgebiet“. In der Volksbühne an der Wand hängt seitdem eine Plakette, die daran erinnert.
2000 wurde Endstation Amerika als beste deutschsprachige Aufführung und beste Ausstattung für den Nestroy-Theaterpreis nominiert. 2003 gewannen Bert Neumann und Jan Speckenbach für Forever Young den Nestroy-Theaterpreis für die beste Ausstattung. 2006 erhielt Katrin Brack den Faust-Theaterpreis für das Bühnenbild nur aus Theaternebel in der Inszenierung Iwanow von Dimiter Gotscheff.
Von März bis Oktober 2009 wurde das Haus saniert und war geschlossen. Neben dem Austausch der über fünfzig Jahre alten Bühnentechnik wurden der Zuschauerraum, die Verwaltungsbüros und der Brandschutz erneuert. Das Ensemble nutzte derweil den Prater in Prenzlauer Berg. Von Mai bis August 2009 gab es außerdem Freilichtbühnen-Vorführungen auf dem Vorplatz der Volksbühne in einem provisorisch errichteten Amphitheater. Am 11. November 2009 wurde das Große Haus der Volksbühne schließlich wiedereröffnet.
2009 bezuschusste das Land Berlin jede Karte der Volksbühne im Schnitt mit 184 Euro; im Jahr darauf erhielt die Volksbühne mit 141 Euro pro Karte immer noch die höchsten Subventionen unter den Sprechtheatern.
Herbert Fritsch inszenierte seit 2011 kontinuierlich an der Volksbühne. Fünf seiner Inszenierungen wurden zum Berliner Theatertreffen eingeladen. Frank Castorf, René Pollesch, Christoph Marthaler und Herbert Fritsch prägten die letzten Jahre von Castorfs Volksbühne künstlerisch. Dessen Vertrag wurde vom Berliner Senat in der Sitzung vom 31. März 2015 um ein Jahr verlängert und lief bis Sommer 2017. In den Jahren 2016 und 2017 kürten Theaterkritiker die Volksbühne zum deutschsprachigen Theater des Jahres. 2014 zählte die Volksbühne rund 143.000 zahlende Besucher, was einer Auslastung von 71 % entsprach. Im Intendantenbüro von Castorf hing ein Porträt von Josef Stalin. Während Castorfs Intendanz war auf dem Dach der Volksbühne ein Leuchtschriftzug mit den Buchstaben „OST“ zu sehen, der 2017 abgebaut wurde.
Castorfs Nachfolger Chris Dercon wurde am 24. April 2015 vorgestellt.

### Intendanz Chris Dercon
Nachdem schon die Berufung Dercons umstritten gewesen war, setzte sich der Protest nach dessen Arbeitsbeginn im Sommer 2017 fort. Das Team um den neuen Intendanten berichtete bereits vor der ersten Aufführung von hasserfüllten Briefen und E-Mails sowie täglichen Fäkalien vor der Bürotür.
Dercons erste Spielzeit wurde am 10. September mit dem zehnstündigen Event „Fous de danse – Ganz Berlin tanzt auf Tempelhof“ auf dem Tempelhofer Feld eröffnet, bei dem etwa 200 Künstler aus Berlin und dem Umland mitwirkten und für dessen Ausgestaltung der Choreograf Boris Charmatz hauptverantwortlich zeichnete. Ein eigenes Volksbühnen-Ensemble wurde nicht präsentiert. Mit dem Hangar 5 auf dem ehemaligen Flughafengelände in Berlin-Tempelhof wollte Dercon eine neue Spielstätte der Volksbühne etablieren.
Mitte September kündigte eine Gruppe von Gentrifizierungsgegnern an, das große Haus der Volksbühne am Rosa-Luxemburg-Platz zu besetzen und einen dreimonatigen Alternativspielplan aufzuführen. Das Theater sei durch die Intendantur des bisher vor allem als Museumsmanager agierenden Dercon für die Stadtentwicklung als Ganzes zum Symbol geworden; Berlin, einst Sehnsuchtsort für Kreative, werde einer weltweiten Finanzelite als Beute dargeboten. Medienberichten zufolge soll auch ein früherer Assistent des gemeinsam mit Castorf ausgeschiedenen Volksbühnen-Chefdramaturgs Carl Hegemann zu den Aktivisten zählen; dieser dementierte jedoch eine Beteiligung.
Am 22. September 2017 besetzte die Gruppe mit dem Namen „Staub zu Glitzer“ das Theaterhaus, reaktivierte den von Dercon abgeschafften offiziellen Namen „Volksbühne am Rosa-Luxemburg-Platz“ und forderte den Berliner Senat auf, Dercon für die dreimonatige Zeit der Besetzung eine alternative Spielstätte zur Verfügung zu stellen. Mitarbeiter des Hauses würden in eine „neue Situation ohne Hierarchien“ integriert, ehemalige Castorf-Mitarbeiter seien eingeladen, sich aktiv zu beteiligen. Die Besetzung wurde am 28. September 2017 von der Polizei beendet, nachdem zuvor Verhandlungen zwischen den Aktivisten, dem Kultursenator Klaus Lederer und Intendant Dercon gescheitert waren. Da sich die Besetzer weigerten, das Theaterhaus freiwillig zu verlassen, erstattete Dercon Anzeige wegen Hausfriedensbruchs.
Am 13. April 2018 wurde Dercons Intendanz mit sofortiger Wirkung beendet. Danach stand die Volksbühne ad interim unter der Leitung von Klaus Dörr. Am 15. März 2021 wurde bekannt, dass sich der Berliner Kultursenator Lederer und Klaus Dörr darauf einigten, dessen Tätigkeit an der Berliner Volksbühne zu beenden.

### Intendanz René Pollesch
Zur Spielzeit 2021/22 übernahm René Pollesch die Intendanz. Seit seiner Amtsübernahme trägt das Theater wieder den Namen „Volksbühne am Rosa-Luxemburg-Platz“. Pollesch verstarb im Februar 2024.
In den drei Spielzeiten brachte Pollesch insgesamt acht Inszenierungen zur Premiere. Wiederkehrend inszenierten auch Florentina Holzinger, Constanza Macras und Julien Gosselin.
Im Oktober 2024 wurde berichtet, dass das Duo Vegard Vinge und Ida Müller mit sofortiger Wirkung die Interimsintendanz der Volksbühne Berlin übernehmen würde. Anfang Dezember sagte das Duo jedoch wieder ab, zumindest teilweise aufgrund der unsicheren Situation im Zusammenhang mit den umstrittenen Kürzungen im Berliner Kulturbereich.

### Nachfolge
Ab 1. August 2026 wird Matthias Lilienthal neuer Intendant der Volksbühne.

## Intendanten
- 1914–1915: Emil Lessing
- 1915–1918: Max Reinhardt
- 1918–1923: Friedrich Kayßler
- 1923–1928: Fritz Holl
- 1928–1929: Heinrich Neft (1868–1944)
- 1929–1932: Karl Heinz Martin
- 1932–1934: Heinz Hilpert
- 1934–1936: Bernhard zu Solms-Laubach
- 1936–1944: Eugen Klöpfer
- 1953–1961: Fritz Wisten
- 1961–1963: Wolfgang Heinz
- 1963–1965: Maxim Vallentin
- 1965–1974: Karl Holán
- 1974–1978: Benno Besson
- 1978–1990: Fritz Rödel (1930–2010)
- 1990–1991: Winfried Wagner, Marion van de Kamp, Annegret Hahn
- 1991–1992: Annegret Hahn
- 1992–2017: Frank Castorf
- 2017–2018: Chris Dercon
- 2018–2021: Klaus Dörr (interimistisch)
- 2021–2024: René Pollesch
- 2024–2026: vakant
- 2026- : Matthias Lilienthal

Fotogalerie der Intendanten
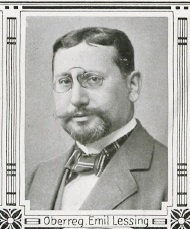
Emil Lessing (1904), Intendant 1914 bis 1915
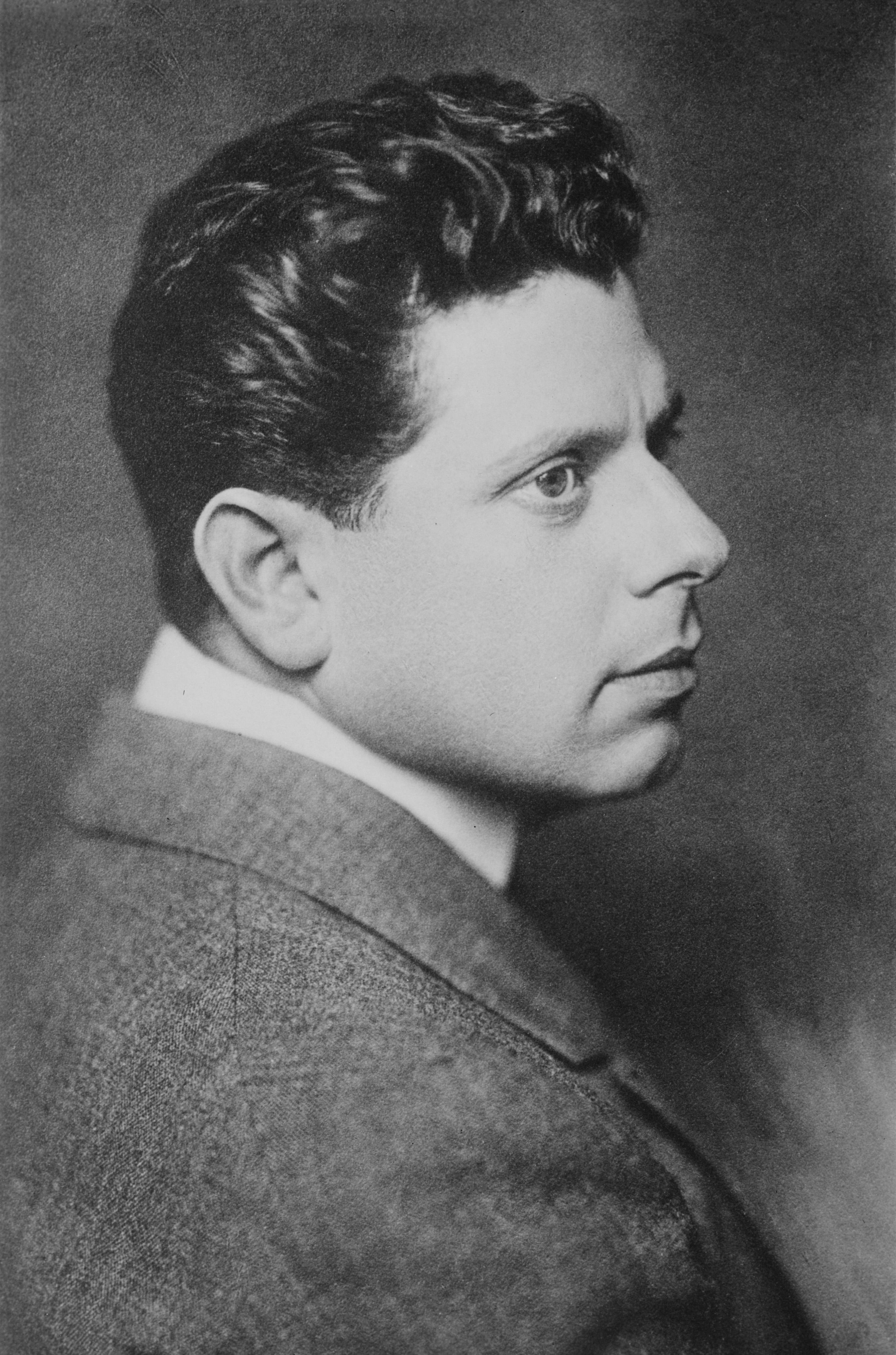
Max Reinhardt (1911), Intendant 1915 bis 1918
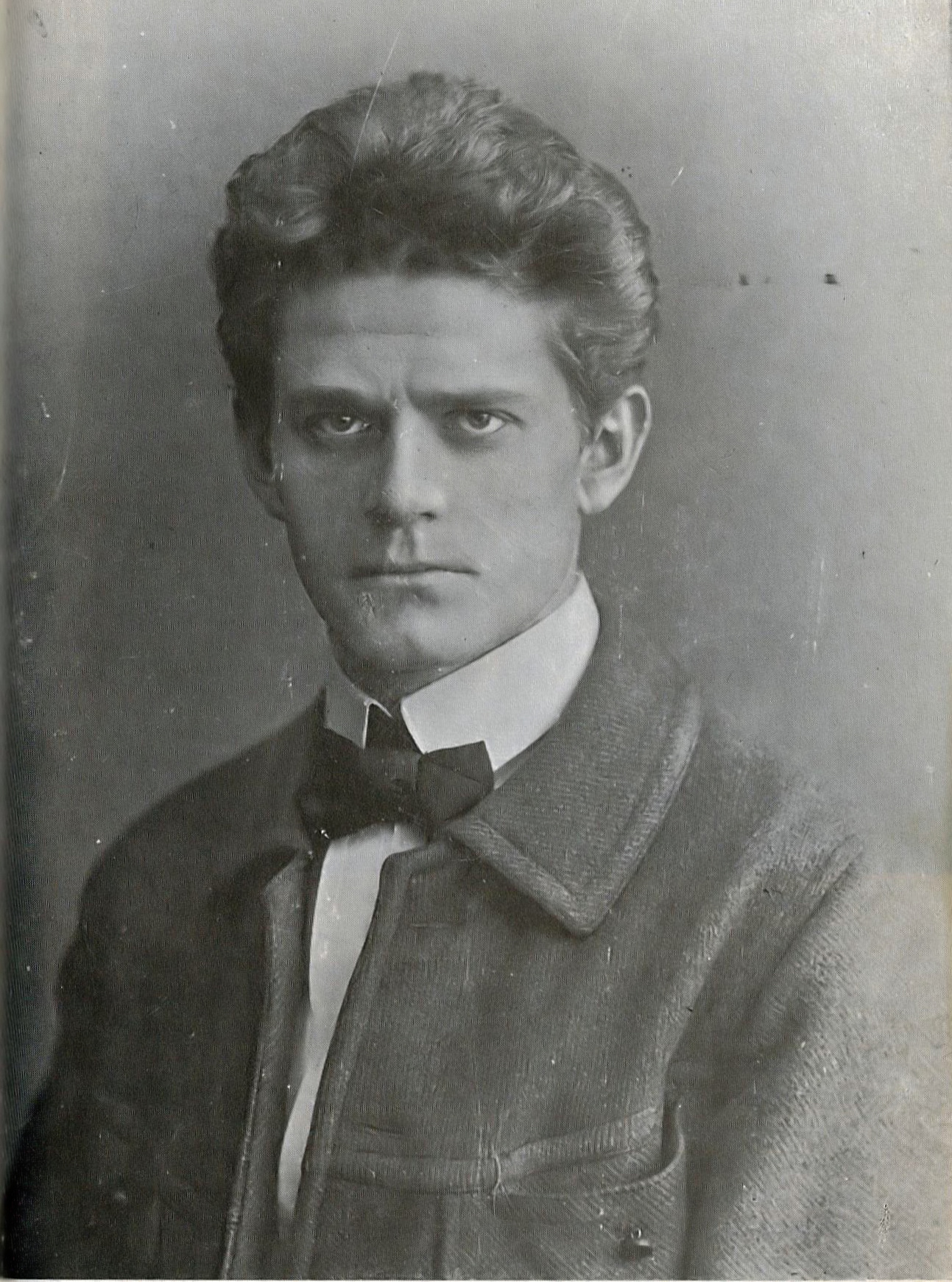
Friedrich Kayssler (1898), Intendant 1918 bis 1923
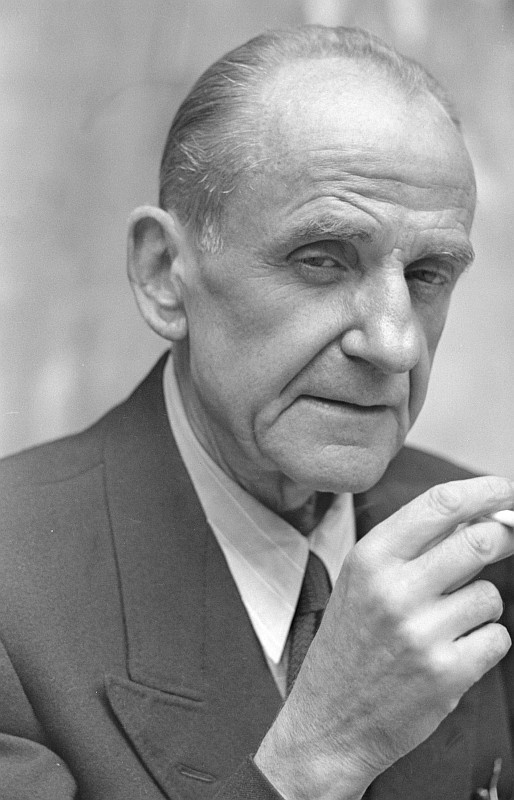
Karlheinz Martin (1945), Intendant 1929 bis 1932
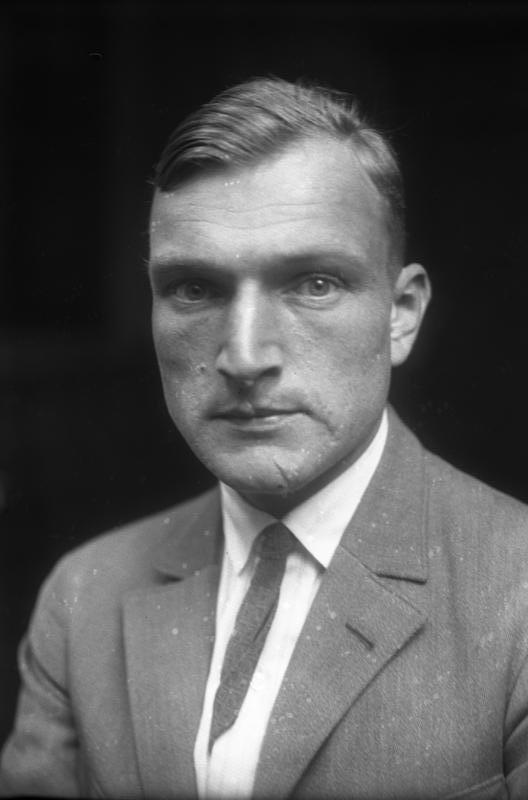
Bernhard Solms (1925), Intendant 1934 bis 1936
Eugen Klöpfer (1927), Intendant 1936 bis 1944
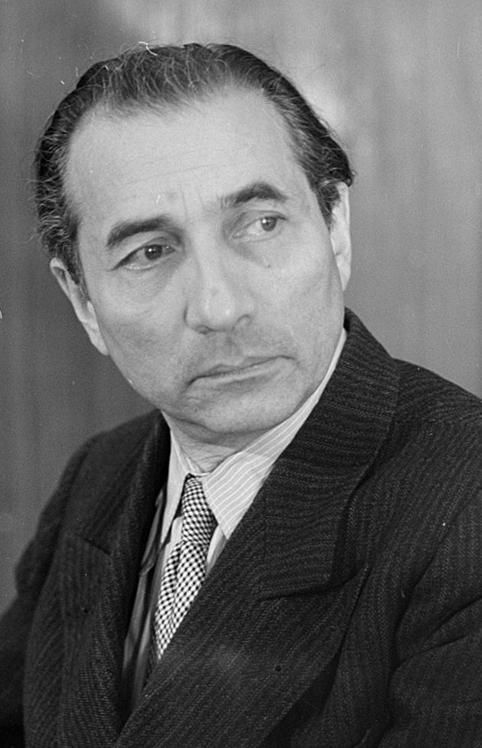
Fritz Wisten (1946), Intendant 1953 bis 1961
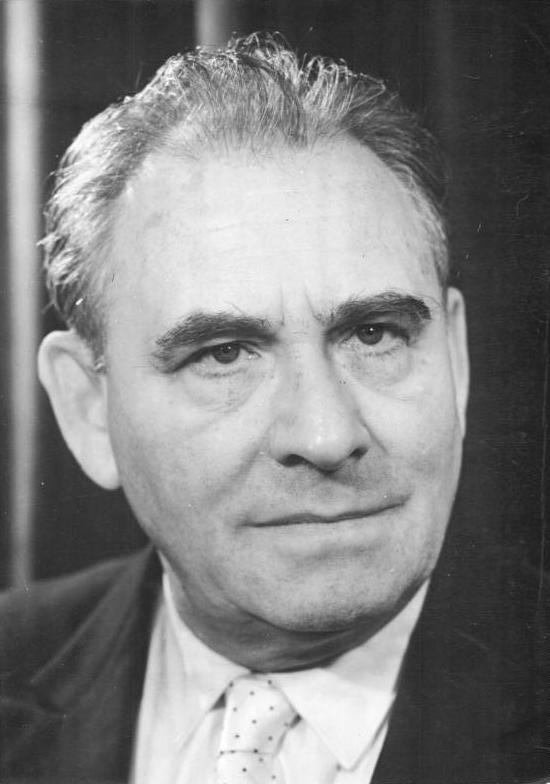
Wolfgang Heinz (1959), Intendant 1961 bis 1963
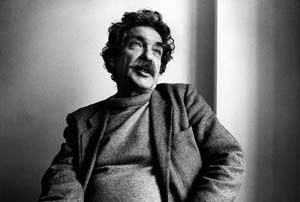
Benno Besson (1983), Intendant 1974 bis 1978
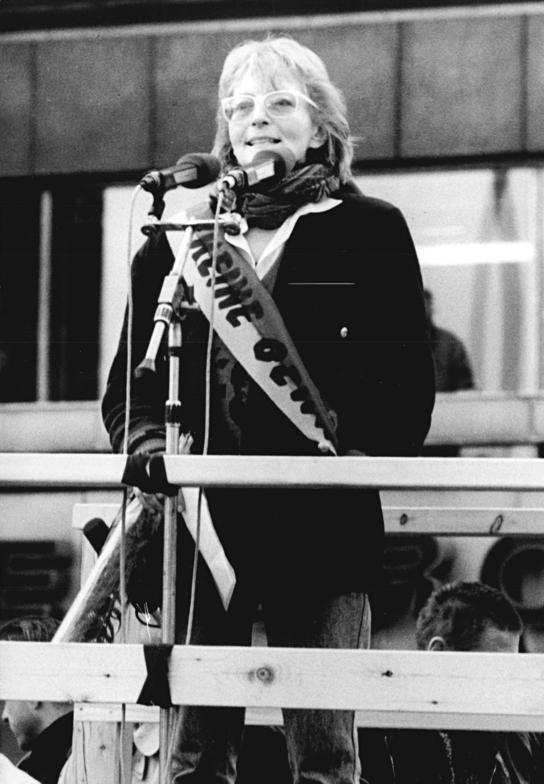
Marion van de Kamp (1989), Ko-Intendantin 1990/1991
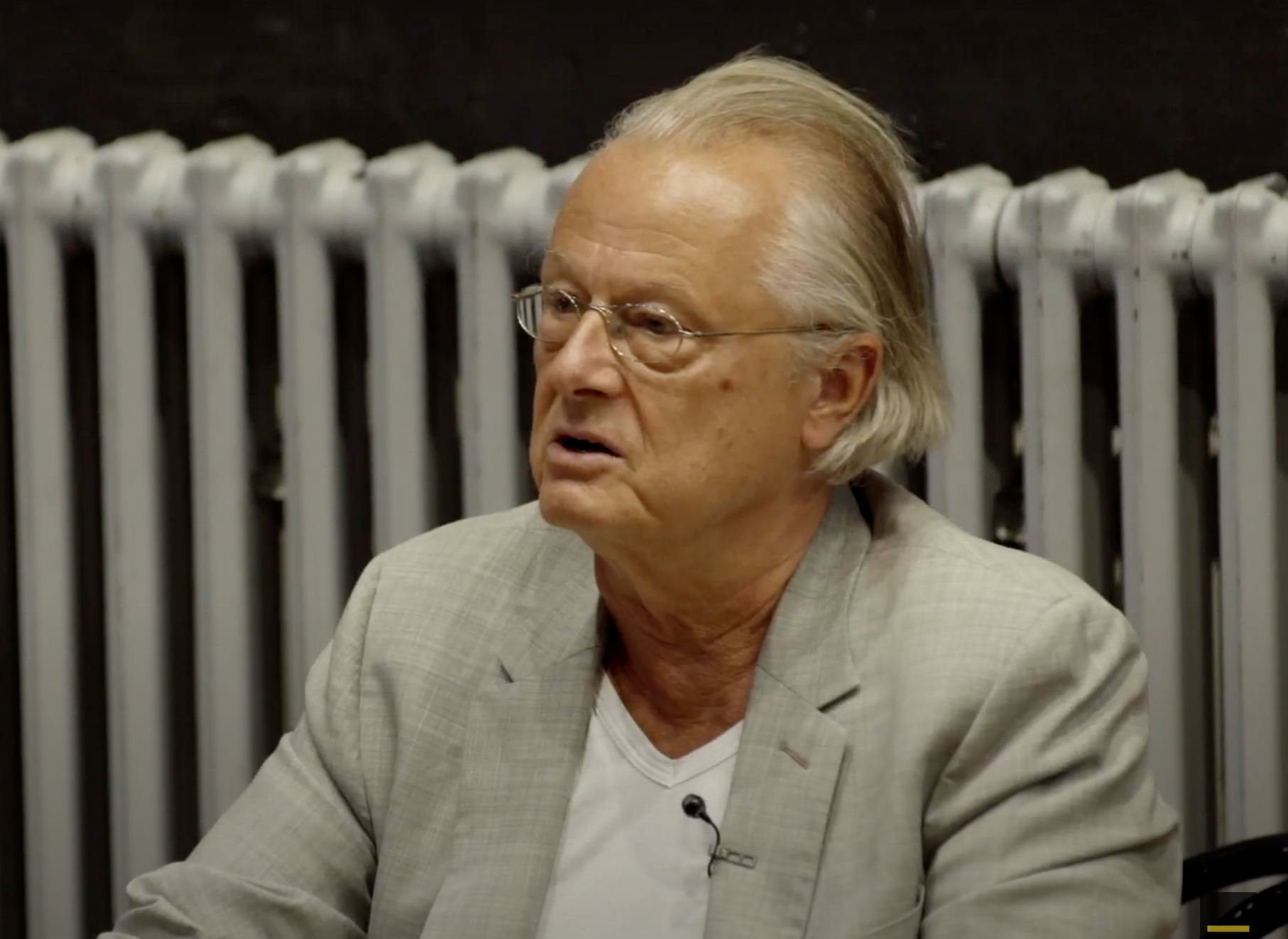
Frank Castorf (2019), Intendant 1992 bis 2017
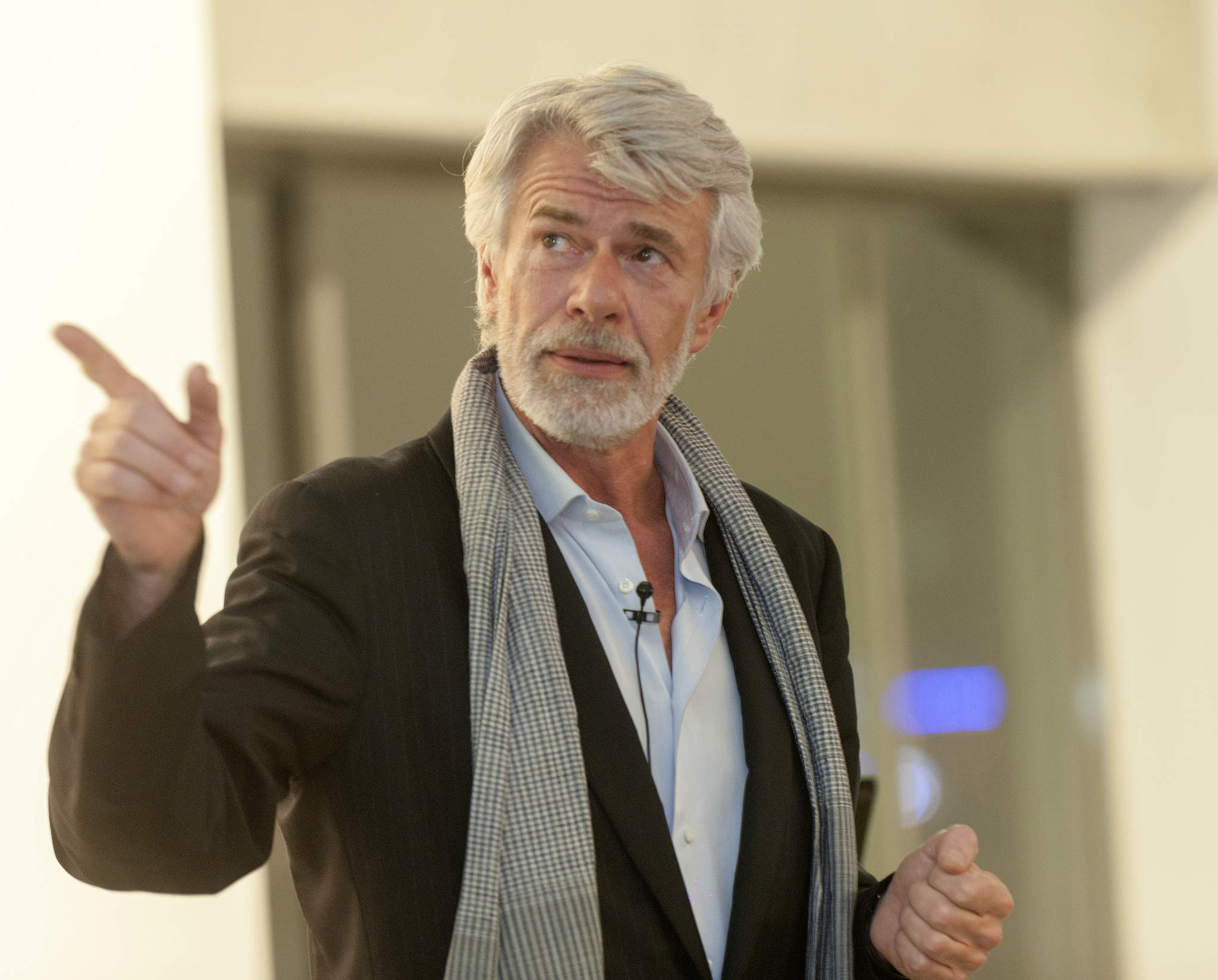
Chris Dercon, Intendant 2017 bis 2018
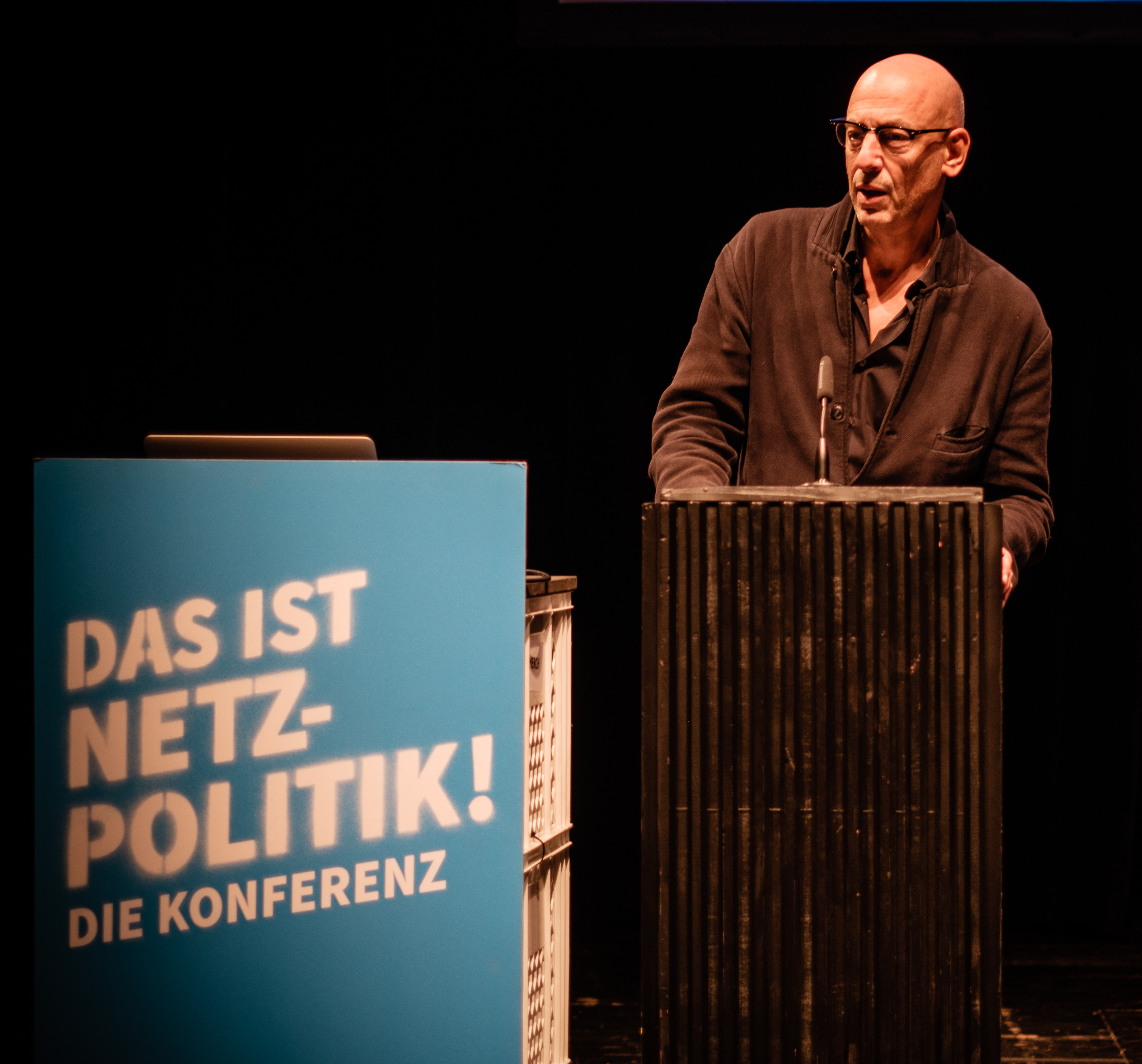
Klaus Dörr (2019), Intendant 2018 bis 2021

## Ehrenmitglieder
- 1964: Karl Kendzia